# Biberstein (herb szlachecki)
Biberstein (Bibersztein, Bibersztajn, Bibersztyn, Bieberstein, Momot, Wiberszten) – polski herb szlachecki pochodzenia niemieckiego, związany z zawołaniami Bibersztyn i Momot. Posługiwano się nim głównie w ziemiach: krakowskiej i sandomierskiej.

## Opis herbu
W polu złotym róg jeleni czerwony o pięciu (czterech - Momotpotrzebne źródło) sękach w słup. 

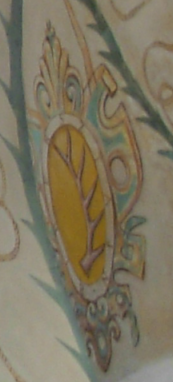
Herb Biberstein w zamku w Baranowie Sandomierskim

W klejnocie samo godło.

## Najwcześniejsze wzmianki
Bartosz Paprocki w Gnieździe cnoty podaje, że herb ten był notowany w Polsce już w 1094 r. związany z Fryderykiem Biberszteinem, który za panowania księcia Władysława I Hermana do wielu zwycięstw się przyczynił i przez króla nagrodzonym został. Z innych źródeł wynika, że w 1310 r. Jan Bibersztein sprowadzony przez Henryka głogowskiego, herb ten na ziemiach polskich zapoczątkował. Ród Biberszteinów do Polski przybył ze Śląska a ich przodkowie pochodzili z Miśni, gdzie z kolei przybyli ze Szwajcarii. W Niemczech nazwisko to również często występowało.
Pierwszy raz pojawia się w źródłach pisanych w 1432 r.
Znane są pieczęcie polskie: 1223 – Mikołaj Henrykowicz Borus, sołtys prędociński, 1259 – Gunter Bibersztajn, 1334 – Sąd, kasztelan sandomierski (pieczęć Momotów), 1492 – Jan z Szebnipotrzebne źródło.

## Herbowni
Białkowski, Biberstein, Błoński, Boczowski, Boiszewski, Boiszowski, Borus, Byk, Gaszyński, Herman, Hirtemberg, Jaźwiecki, Jaźwiński, Kacimierski, Kazimierski, Kazimirski, Kielnerski, Kozimirski, Landowski, Lewicki, Marczewski, Marszczewski, Mikołajowski, Momot, Momoth, Nemitz, Odroclew, Pęcławski, Pierożek, Pilchowski, Przybysławski, Radwiłłowicz, Radwiłowicz, Radziejowski, Radziszewski, Ridolewski, Rupnowski, Rydalski, Rydolewski, Schiling, Sebieński, Seboński, Sobieński, Starowiejski, Starowieyski, Stengelmeer, Szebieński, Szyling, Szyłejko, Wojciechowski, Zagorski, Zawadzki, Żarnowski.
Piekosiński podaje, że ród Momotów był rodzimym polskim rodem używającym tego herbu (proklamacja Momot z 1432). Identycznego zdania jest Białkowski Leon.